# Санді-Лейк Тауншип (округ Мерсер, Пенсільванія)
Санді-Лейк Тауншип (англ. Sandy Lake Township) — селище (англ. township) в США, в окрузі Мерсер штату Пенсільванія. Населення — 1202 особи (2020).

## Демографія
Згідно з переписом 2010 року, у селищі мешкало 1226 осіб у 493 домогосподарствах у складі 360 родин. Було 553 помешкання
Расовий склад населення:
| - 98,6 % — білих - 0,5 % — азіатів - 0,2 % — корінних американців - 0,2 % — чорних або афроамериканців |

До двох чи більше рас належало 0,5 %. Частка іспаномовних становила 0,7 % від усіх жителів.
За віковим діапазоном населення розподілялося таким чином: 21,5 % — особи молодші 18 років, 60,6 % — особи у віці 18—64 років, 17,9 % — особи у віці 65 років та старші. Медіана віку мешканця становила 45,8 року. На 100 осіб жіночої статі у селищі припадало 95,5 чоловіків;  на 100 жінок у віці від 18 років та старших — 96,7 чоловіків також старших 18 років.
Середній дохід на одне домашнє господарство  становив 58 685 доларів США (медіана — 50 083), а середній дохід на одну сім'ю — 65 950 доларів (медіана — 55 208). Медіана доходів становила 51 413 долари для чоловіків та 32 679 доларів для жінок. За межею бідності перебувало 14,6 % осіб, у тому числі 22,0 % дітей у віці до 18 років та 3,0 % осіб у віці 65 років та старших.
Цивільне працевлаштоване населення становило 496 осіб. Основні галузі зайнятості: освіта, охорона здоров'я та соціальна допомога — 28,6 %, виробництво — 16,7 %, будівництво — 11,5 %, роздрібна торгівля — 10,1 %.